# Канкар-Пунсум
Канкар-Пунсум, Гангкарпунсум (тиб. གངས་དཀར་སྤུན་གསུམ་, Вайли: gangs dkar spun gsum, тиб. пиньинь: Kanggarbünsum, рус.: Канггар-Бюнсум, МФА: [kʰàŋ.kár.pỹ́.súm]) — гора в Бутане, являющаяся его наивысшей точкой. Имея высоту над уровнем моря 7570 м и относительную высоту около 2990 м, является наивысшей непокорённой вершиной в мире.
Гора была впервые описана в 1922 году, но из-за топографических погрешностей не была установлена точная принадлежность спорной пограничной горы Китаю или Бутану. После разрешения в 1983 году в Бутане альпинизма были в 1985 и 1986 годах предприняты четыре попытки восхождения на гору, которые установили принадлежность Канкар-Пунсум Бутану, а находящейся в 30 км горы Кула-Кангри высотой 7554 м — Тибету. В 1994 году Бутан запретил восхождение на горы высотой более 6000 м из уважения к местной вере, а в 2003 году альпинизм был полностью запрещён. В 1998 г. японская экспедиция, изъявившая желание подняться на гору с китайской стороны, не получила разрешения от властей КНР во избежание международных осложнений, однако в 1999 году поднялась на вершину Канкар-Пунсум Северный (Лянканг-Кангри, 7535 м), заявив, что Канкар-Пунсум полностью лежит севернее границы и, следовательно, принадлежит Китаю. Эта точка зрения была поддержана властями Китая и Японии.
Приблизиться к горе Канкар-Пунсум можно, следуя пешей тропой от Бумтанга (посёлок Дхур) до горячих источников Дхур-Цачу или от Лунана в сторону Дхур-Цачу (там имеется базовый лагерь для экспедиций, но для такого маршрута требуется получить разрешение бутанских властей).